# Clossiana angarensis
Clossiana angarensis är en fjärilsart som beskrevs av Nicolas Grigorevich Erschoff 1870. Clossiana angarensis ingår i släktet Clossiana och familjen praktfjärilar. Inga underarter finns listade i Catalogue of Life.